# Smithsonia
Smithsonia – rodzaj roślin z rodziny storczykowatych (Orchidaceae). Obejmuje trzy gatunki. Są to rośliny zielne występujące endemicznie w Indiach w lasach na wysokościach 50–950 m n.p.m.

## Morfologia
PokrójRośliny epifityczne. Korzenie wyrastają u nasady łodygi i osiągają długość do 100 cm lub więcej, średnicy 0,4-0,5 cm, czasem są spłaszczone i ściśle przylegające do pnia lub gałęzi.
LiścieDwurzędowe, w liczbie 2–6, o długości 2,5–10 cm i szerokości 0,5–2,4 cm, podłużne lub epiltyczno-lancetowate, z pochwiastą nasadą. Zielone, rzadko nakrapiane na ciemnozielono lub purpurowo. Na szczycie wycięte i nierzadko z wyrostkiem w wycięciu.
KwiatyKwiatostan szeroko rozpostarty lub zwisający, w postaci grona wydłużonego lub baldachowatego o długości 5–15 cm, z maksymalnie 20 kwiatami. Kwiaty odwrócone, ok. 0,6-1,2 cm szerokości, z okwiatem barwy od zielonkawej do żółtej, z pojedynczą czerwonobrązową plamką (S. maculata), z dwiema fioletowymi plamkami (S. straminea) lub bez plamek na płatkach. Warżka biała, często z plamkami różowymi lub fioletowymi, trójklapowa. Ostroga prosta, nieco stożkowata, o długości 3-4 mm, naga wewnątrz lub z kępką białych włosów. Prętosłup o długości 1-2 mm, półwalcowaty, bez stopy, z pylnikiem stożkowatym. Dwie nierówno rozdzielone pyłkowiny z wąskim uczepkiem i podługowatą tarczką.
OwoceTorebki długości 3–5 cm.

## Systematyka
Rodzaj sklasyfikowany do podplemienia Aeridinae w plemieniu Vandeae, podrodzina epidendronowe (Epidendroideae), rodzina storczykowate (Orchidaceae), rząd szparagowce (Asparagales) w obrębie roślin jednoliściennych.
Wykaz gatunków
- Smithsonia maculata (Dalzell) C.J.Saldanha
- Smithsonia straminea C.J.Saldanha
- Smithsonia viridiflora (Dalzell) C.J.Saldanha